# WABC (AM)
WABC (770 kHz), conocida como "NewsTalkRadio 77", es una radioemisora ubicada en Nueva York, Estados Unidos. Operada por Citadel Broadcasting Corporation, la estación es la emisora símbolo de ABC Radio Network. ABC Radio aún posee acciones sobre sus ex-radioemisoras, incluyendo WABC, pero no posee derecho a voto. Los estudios de WABC son compartidos con su estación hermana WPLJ (95.5 FM) y las exestaciones hermanas WEPN (1050 AM) y WQEW (1560 AM) en el centro de Manhattan, en el piso 17 del Madison Square Garden. Su transmisor está ubicado en Lodi, Nueva Jersey. En enero de 2009, la estación comenzó a emitir simultáneamente en el subcanal HD3 de WPLJ, entrando con ello a la era de la radio digital.
Desde 1982 WABC ha programado un formato de radio de conversación, y ha sido una de las estaciones de conversación más exitosas a nivel local y nacional. La mayoría de los anfitriones de NewsTalkRadio 77 se han trasladado ahora a la sindicación nacional. La emisora también transmite reportes de ABC News. Antes de 1982, WABC transmitía un formato de música basado en las listas del Top 40, era la emisora de música que dominaba el mercado en el área de Nueva York, y servía como referencia para otras estaciones de radio que emitían el Top 40 en diferentes ciudades.
NewsTalkRadio 77 es también conocida como The Station of the Nation (en español: La estación de la Nación), Breaking News & Stimulating Talk (en español: Noticias Urgentes y Charla Estimulante). Sirve como estación base de varios anfitriones radiales de categoría nacional, tales como Rush Limbaugh, Sean Hannity, Mark Levin, Laura Ingraham, John Batchelor y Don Imus.

## Historia

### WJZ
WABC hizo su primera transmisión el 1 de octubre de 1921 como WJZ, propiedad de Westinghouse Electric Corporation y tenía su sede en Newark, Nueva Jersey. La sigla era un anagrama del estado que era la sede original de la radio, Nueva Jer(Z)sey. Estaba originalmente localizada en una caseta ubicada en el techo de una de las fábricas de Westinghouse en la esquina de las calles Orange y Plane en Newark. A dicha caseta solo se accedía por escaleras, pero después se instaló unos pisos más abajo.
WJZ comenzó emitiendo en la banda de los 360 metros (833 AM) y como era una de las primeras estaciones en transmitir en el área de la ciudad de Nueva York, debió compartir frecuencias con las otras estaciones. WJZ después recomendó que las otras frecuencias estaban disponibles para transmisiones, y en 1923, WJZ se trasladó al 660 AM. En ese mismo año, WJZ cambió su tutela de Westinghouse a RCA y cambió su ciudad de licencia de Newark a Nueva York. Los nuevos estudios estaban en el sexto piso del edificio Aeolian.
El primer gran programa fue emitido el 5 de octubre de 1921 cuando se emitieron las Series Mundiales de 1921, pero no hubo transmisión directa desde el estadio de béisbol. El anunciante Tommy Cowan en Newark simplemente relataba la descripción emitida por el reportero de un periódico desde el estadio. El 15 de marzo de 1922, WJZ emitió una presentación de la ópera de Mozart, Impresario, probablemente la primera emisión radial de una ópera. En octubre de 1922, WJZ emitió por segunda vez las Series Mundiales, esta vez emitiéndola a WGY en Schenectady, Nueva York.
Los archivos del 15 de mayo al 31 de diciembre de 1923 señalan que WJZ emitió 3426 programas, incluyendo 723 charlas, 67 servicios religiosos, 205 cuentos e historias, y 21 eventos deportivos. La mayoría de las transmisiones eran de música que iban desde recitales en el Carnegie Hall o el edificio Aeolian hasta solos de armónica y banjo.
A finales de 1925, WJZ inauguró su transmisor de 50.000 watt en Bound Brook, Nueva Jersey. Sin embargo, debido a problemas técnicos, la emisora no emitió regularmente en 50.00 watts hasta 1935.

#### Los años en NBC Blue
En julio de 1926, WEAF también se convirtió en una estación de la RCA y el 15 de noviembre de 1926, WJZ (en ese entonces en 660 kHz) y WEAF (en ese entonces en 610 kHz) estaban bajo la tutela de la naciente NBC.
El 1 de enero de 1927, debutó la Blue Network de la NBC, con WJZ como su estación de origen. En octubre de 1927, WJZ se trasladó a los estudios de NBC que aún estaban en construcción en 711 Fifth Avenue. Un mes después, WEAF se unió con WJZ - y ambas estaciones estaban en el mismo piso. En julio de 1928 las dos estaciones cambiaron frecuencias, con WJZ cambiándose a 760 kHz y WEAF tomando la antigua frecuencia de WJZ en 660 kHz. El 24 de marzo de 1932, WJZ se convirtió en la primera radioemisora que transmitió un programa desde un tren en movimiento; la estación emitió un show de variedades producido a bordo de un tren de pasajeros del Ferrocarril de Baltimore y Ohio que viajaba a través de Maryland. En noviembre de 1933, WJZ, WEAF y todas las oficinas centrales y corporativas de la NBC y la RCA se trasladaron a Rockefeller Plaza. En 1941 se realizó el último gran cambio de frecuencias, cuando WJZ se trasladó a 770 kHz y WEAF se mantuvo en 660 kHz, las mismas dos frecuencias en uso actualmente (a pesar de que están bajo diferentes siglas).
A lo largo de los años, WJZ y la Blue Network presentaron varios de los programas radiales más populares de Estados Unidos, tales como Lowell Thomas and the News, Amos 'n' Andy, Little Orphan Annie, America's Town Meeting of the Air, y Death Valley Days. Cada mediodía, The National Farm and Home Hour emitía noticias y entretenimiento a los radioescuchas rurales. Ted Malone leía poesía y Milton Cross llevaba a los niños "Coast To Coast On A Bus" (en español: De costa a costa en un bus), así como también se emitían programas para los amantes de la ópera las tardes de sábado desde la Ópera Metropolitana de Nueva York.
Ocasionalmente, un programa podía debutar en NBC Blue, y como ésta cadena poseía pocas estaciones a través del país, podía conectar con la Red Network si crecía en popularidad. Fibber McGee and Molly es un ejemplo de ello.

### Nacimiento de ABC
En 1942, la FCC determinó que ninguna radiotelevisora podía tener más de una estación en el mismo mercado radiotelevisivo. Un año después, el 12 de octubre de 1943, WJZ y la NBC Blue Network fueron vendidas a Edward J. Noble, entonces poseedora de WMCA. Técnicamente, esta pequeña cadena fue simplemente llamada "The Blue Network" por poco más de un año.
El 15 de junio de 1945, "The Blue Network" fue oficialmente integrada a la American Broadcasting Company, cuando las negociaciones se completaron con George B. Storer, la cual poseía la fenecida American Broadcasting System y aún poseía el nombre.
En noviembre de 1948, WJZ y la cadena ABC finalmente tuvieron un hogar propio cuando sus estudios fueron trasladados a un renovado edificio de 7 West 66th Street. El 1 de marzo de 1953, WJZ cambió su sigla a WABC, luego de que la FCC aprobó la fusión de ABC con United Paramount Pictures.
La sigla WABC fue usada previamente en la radioemisora de las afueras de Nueva York perteneciente a CBS Radio, antes de adoptar su actual identidad (WCBS) en 1946. Westinghouse, sin embargo, no dejó olvidada la sigla WJZ. Luego de adquirir WAAM-TV en Baltimore, Maryland en 1957, Westinghouse puso la sigla WJZ-TV en honor a su radioemisora pionera.

## Primera era de WABC (1953-1960)
A pesar de que WABC continuó emitiendo programación de ABC durante este tiempo, WABC comenzó a usar los DJ's que tocaban música grabada. Algunos programas presentaban solamente música, mientras que otras partes de la programación incluían noticieros y programas dramáticos, similares a las otras estaciones pertenecientes a cadenas en Nueva York como WCBS y WNBC.
Este modelo continuó hasta 1960, cuando la era de Musicradio 77 comenzó oficialmente, pero WABC seguía emitiendo programas no musicales y de entretenimiento, incluyendo el programa de largo aliento Don McNeill's Breakfast Club durante la hora de las 10 a. m., y un bloque noticioso en la tarde. Posteriormente se creó el formato del Top 40 hasta que la cadena se dividió en cuatro sub-cadenas en 1968.
Una clave de lo que se avecinaba ocurrió en 1958-1959, cuando el legendario disc-jockey de rock y blues Alan Freed era el anfitrión de un programa nocturno diario en WABC el cual era musicalmente parecido a los shows de inicios del rock que fueron ganando fama en WINS. El tiempo que Freed estuvo en WABC terminó cuando fue investigado en los escándalos de payola de la época.
Otros disc-jockeys que estuvieron en la radioemisora antes de la era del Top 40 eran el comediante Ernie Kovacs y Martin Block.

## La era Musicradio 77 (1960-1982)

### Primeros años
Harold L. Neal, Jr. fue nombrado Gerente General de WABC. Neal había estado en WXYZ de Detroit. WABC cambió a una programación de tiempo completo dedicada a las canciones del Top 40 interpretadas por personalidades de la música durante la primera semana de diciembre de 1960. Los primeros días de WABC como estación del Top 40 fueron convulsionados. La estación WINS, número 1 en emisión de canciones del Top 40, competía con WMCA, mientras que WABC raramente aparecía en el Top 10 de audiencias. Afortunadamente para WABC, las otras estaciones de Top 40 no podían escucharse bien en ciertos suburbios de Nueva York y Nueva Jersey, desde que WINS, WMGM y WMCA eran estaciones direccionales. WABC, con su señal no direccional de 50.000 watt, tenía la ventaja de poder ser escuchada al oeste, sur y noroeste en gran parte de la población de los suburbios.
Sam Holman fue el primer director de programas de WABC durante esta era. Bajo la tutela de Holman, WABC alcanzó el número uno en audiencias a fines de 1962, cuando WINS y WMCA experimentaron con música "suave". Durante 1963, WINS y WMCA retornaron al formato del Top 40 y WABC experimentó una leve baja. En el verano de 1963, WMCA lideró las mediciones de audiencia, con WABC en el segundo lugar y WINS cayendo al tercer puesto.

### Años de dominio
Hal Neal contrató al director de programas Rick Sklar. Él podría pertenecer al Radio Hall of Fame y es considerado como uno de los arquitectos pioneros del formato Top 40.
Bajo el periodo de Sklar, la estación se convirtió en la radioemisora de música contemporánea con la lista de reproducción más corta de la historia; el número uno se transmitía casi cada hora.
A lo largo de los años, WABC era conocida por varios eslóganes, "Channel 77 WABC", después "77 WABC", y finalmente "Musicradio WABC".
Los disc-jockeys de inicios de los años 60 incluían a Herb Oscar Anderson, Charlie Greer, Scott Muni, Chuck Dunaway, y Bob Lewis, pero los DJs más conocidos de WABC eran los que siguieron en la radio después de mediados de los 60: Harry Harrison, Ron Lundy, Jim Nettleton, Jim Perry, Dan Ingram, Bruce Morrow, Chuck Leonard, Bob Cruz, Frank Kingston Smith, Roby Yonge, y Johnny Donovan.
Especialmente en las tardes y noches, WABC podía ser escuchada por los jóvenes en sus transistores en toda el área metropolitana de Nueva York. Debido a su fuerte señal, la estación podía ser oída en más de 100 millas a la redonda - llegando incluso a las Montañas Catskill, las Montañas Pocono y las afueras de Filadelfia. WABC podía ser escuchada en el área de New London y Waterford en Connecticut. Incluso puede ser escuchada con buena calidad después de la puesta de sol en Ontario, Canadá (desde Toronto hasta el Lago Hurón) y durante la noche y primeras horas de la mañana en las casas y radios de automóviles.
Una grabación famosa de WABC en 1964 presenta a algunos de los DJs de la emisora desde una de las ventanas de la habitación de hotel donde se hospedó el grupo The Beatles durante su conocida visita a Nueva York, mientras que Dan Ingram, en el estudio, emitía en WABC los cánticos de miles de jóvenes en las calles, que entusiasmadamente cantaban junto con él. Debido al éxito de "W-A-Beatle-C" (como se denominó a la radioemisora durante la visita de los Beatles a Estados Unidos), WINS finalmente dejó la batalla del Top 40 en 1965, adoptando un formato de noticias todo el día. Como tributo a WABC, la cadena de televisión también se denomina "A-Beatles-C" cuando promociona emisiones de filmes relacionados con los Beatles.
Justo antes del famoso apagón de Nueva York de 1965, Dan Ingram notó que la potencia estaba fluctuando y comenzó a entretenerse con música lenta. Luego de emitir "Everyone's Gone To The Moon" de Johnathan King, algunos comerciales grabados y una porción de "Up A Lazy River" de Si Zentner, emitió las noticias, mientras comentaba cómo todo parecía ir más lento que lo normal. Después del noticiero de las 6 p. m., WABC salió del aire cuando ocurrió efectivamente el apagón.
En los años 70, WABC estaba constantemente en los puestos número 1 o número 2 en las mediciones de audiencia, a menudo compartiendo lugares con WOR. Solo en algunos momentos, las estaciones enfocadas a un público más adulto (como WOR o WPAT avanzaban a los primeros puestos, pero dichas emisoras no eran competidoras reales de WABC. La gran competencia, WMCA, dejó de emitir la música del Top 40 en 1970, WWDJ lo hizo entre 1971 y 1974, y WOR-FM (después 99X) lo hizo entre 1968 y 1978. Otras competidoras de FM como WCBS-FM (música antigua), WBLS (soul), WPLJ y WNEW-FM (rock) poseían buenos índices de audiencia, pero ninguna fue rival directo de WABC. WNBC tampoco logró el mismo éxito.
Cansado de las listas de programación cortas, Cousin Brucie dejó la radio en 1974 para irse a la rival WNBC. Rick Sklar se fue en 1976 para convertirse en el vicepresidente de programación de ABC Radio, y el director asistente de programas, Glenn Morgan, se convirtió en el director de programas de WABC.

### Música disco y el fin de "Musicradio"
A finales de los años 70, las estaciones FM comenzaron a liderar las mediciones de audiencia en desmedro de las estaciones AM. En julio de 1978, WKTU, una estación FM, eliminó abruptamente su formato de música adulta contemporánea en favor de un formato de Top 40 basado en la música disco, conocido como "Disco 92". En diciembre de ese año, WABC perdió su liderazgo, dado que WKTU se convirtió en la radioemisora más escuchada en Nueva York. Las primeras mediciones de música disco señalaban que WKTU tenía el 11 por ciento de la audiencia total, y que WABC disminuyó de 4,1 millones de radioescuchas a 3 millones, perdiendo el 25 por ciento de su audiencia en la madrugada.
Después de su pérdida inicial de audiencia, WABC comenzó a emitir mezclas de música disco una y otra vez. Algunas de las canciones disco se emitían en exceso cada seis, siete u ocho minutos. Lo que escuchó el público regular fue un gran cambio en el sonido. El formato familiar había desaparecido y como resultado de aquello, WABC comenzó a perder su identidad. A fines de la primavera de 1979, la revista Billboard señalaba que los índices de audiencia de WABC iban en caída libre por cuatro períodos de medición consecutivos.
El 2 de agosto de 1979, durante la emisión de la canción "MacArthur Park" de Donna Summer en el programa vespertino de Dan Ingram, Howard Cosell interrumpió la transmisión para entregar un boletín informativo de última hora, señalando que el capitán de los New York Yankees, Thurman Munson, había fallecido en un accidente aéreo.
En septiembre de 1979, Al Brady Law se hizo cargo de la estación, y Rick Sklar fue removido de su puesto en WABC y movido a otras dependencias. Law fue eliminando las canciones lentamente (a pesar de que seguían tocando las canciones exitosas más de una docena de veces al día) y se añadió más rock de los 70, y algunos grandes éxitos de los años 60. También cambió la presentación de la emisora. El logro fue incrementar el pobre tiempo de audiencia, y por esto, se buscó una nueva dirección.
Los DJs Harry Harrison, Chuck Leonard, y George Michael se fueron de la radio en noviembre. Dan Ingram se trasladó a las mañanas, Bob Cruz se fue a las tardes, y Sturgis Griffin se integró a las madrugadas, mientras que Howard Hoffman lo hizo en las tarde-noches. Hoffman fue uno de los primeros DJs en imponer el estilo de hit contemporáneos que apareció en los años 80. Sin embargo, las audiencias no mejoraron y este formato no continuó.
El tiempo de audiencia mejoró, pero WABC aún seguía perdiendo audiencia y estaban bajo extremas condiciones para recuperar el terreno perdido. La estación comenzó a estar más orientada a la información, añadiendo informes matinales del tráfico desde el 3 de diciembre de 1979. Al Brady Law dejó la emisora en el verano de 1980 al momento que WABC agregó a su programación los partidos de béisbol de los New York Yankees debido a que WINS no los podía emitir ya que cubrió las convenciones republicana y demócrata de 1980. Este fue un síntoma del inicio del fin del formato musical de WABC.
En el verano de 1980, Jay Clark se hizo cargo de WABC. Para el otoño, la estación emitía música de estilo contemporáneo adulto, tratando de atraer a una audiencia mayor, dado que la mayoría de los jóvenes se trasladó al dial FM. WABC siguió emitiendo rock y soul con moderación, pero comenzó a emitir más música de los años 60 y 70. También eliminó el eslogan "Musicradio WABC" y se convirtió en "77 WABC, New York's Radio Station", una aparente implicancia de que la emisora transmitía más que solo música.
A inicios de 1981, la audiencia acumulada de WABC había bajado a 2,5 millones -- su rival, WNBC, se empinaba por sobre los 2,9 millones. Cada vez menos gente comenzó a sintonizar WABC, los radioescuchas que se trasladaron a la banda FM ya no volvieron al AM, y, a pesar de su moderado éxito, el barco comenzaba a hundirse. Al igual que Al Brady Law, Jack Clark intentó mejorar el tiempo de audiencia. Howard Hoffman y Bob Cruz abandonaron la radio, Dan Ingram volvió a su segmento familiar de las tardes, y el equipo de Ross Brittain y Brian Wilson desde Atlanta, Georgia, se trasladaron al bloque matinal. Ross y Wilson poseían un estilo de programación más orientado a la información, entregando no más de cuatro canciones por hora.
Esa primavera, WABC se convirtió en el medio oficial de los partidos de béisbol de los Yankees, una distinción que la radioemisora portó hasta el final de la temporada 2001. Al mismo tiempo, la estación comenzó a emitir un programa nocturno de deportes conducido por Art Rust, Jr. A esta altura las mediciones de audiencia de WABC seguían cayendo.
En el otoño de 1981, WABC eliminó los cortes de heavy-rock y hits urbanos. Comenzó a emitir más música del pasado, así como canciones de las listas de música adulta contemporánea, y agregó un programa de conversación con la doctora Judy Kuriansky. En este punto, WABC era casi irreconocible como una estación dedicada al Top 40, las audiencias languidecían, y cada vez crecían más los rumores de un cambio de formato en la emisora.
En febrero de 1982, WABC confirmó oficialmente que se convertiría a un formato exclusivo de conversación en mayo. El equipo de presentadores comenzó a despedirse entre febrero y mayo. Finalmente, el 30 de abril, se anunció que el cambio al nuevo formato ocurriría el 10 de mayo al mediodía. Desde el 7 al 9 de mayo, el equipo se despidió definitivamente.
El 10 de mayo de 1982, el día que WABC dejó de emitir música, es a menudo llamado "The Day The Music Died" (en español: El día en que murió la música). WABC finalizó sus 22 años de transmisiones como estación de música con un show de despedida desde las 9 a. m. hasta el mediodía, conducido por los discjockeys Dan Ingram y Ron Lundy. La última canción emitida por WABC antes del cambio de formato fue "Imagine" de John Lennon, seguido del jingle característico de WABC, luego un momento de silencio y después el debut del nuevo formato.

## La era NewsTalkRadio 77 (1982-actualidad)

### Primeros años y éxito
Inicialmente después del cambio de formato, la estación emitía una gran cantidad de programas de conversación provenientes de la cadena "Talk Radio" de ABC. Ross y Wilson continuaron en la emisora emitiendo 4 canciones por hora (principalmente éxitos de los años 60 y 70) hasta 1982. En 1983, dejaron de emitir música. Ross y Wilson se separaron en 1983 cuando Ross se fue a WHTZ. Mientras que antes del cambio de formato los índices de audiencia eran mediocres, después de dicho cambio los índices iniciales seguían siendo bajos.
La estación agregó más programas de conversación, con un incremento en el número de anfitriones conservadores (una pareja de liberales también condujo algunos programas). Las audiencias crecieron y a finales de los años 80, eran una estación de conversación bastante exitosa. El director de programas detrás de esto fue John Mainelli, siendo después reemplazado por Phil Boyce. 
Dentro de sus primeros años, la renovada WABC adquirió a Rush Limbaugh, el cual se convertiría en el presentador de la estación local por dos décadas, y poco después en el "gigante de la sindicación".

### WABC en la actualidad
WABC y WPLJ fueron incluidas en la venta de varias estaciones de radio de ABC y la ABC Radio Network por la Walt Disney Company a Citadel, anunciada en febrero de 2006 y finalizada el 12 de junio de 2007.
Para noviembre de 2008, las emisiones de WABC comenzaban a las 5:00 a. m. (hora del Este) con "Imus in the Morning News Hour", conducido por Charles McCord. El programa Imus in the Morning lo seguía a las 6:00. Don Imus se integró a WABC el 3 de diciembre de 2007, ocho meses después de ser despedido de WFAN y CBS Radio después de unos controvertidos dichos durante una transmisión en abril de 2007. Charles McCord trabaja como lector de noticias en el programa, el cual se transmite en simultáneo con la cadena de televisión por cable RFD-TV. 
Joe Scarborough y Mika Brzezinski, del programa "Morning Joe" de MSNBC, son los anfitriones del bloque de las 10 a. m. hasta el mediodía, seguidos de Rusch Limbaugh desde el mediodía hasta las 3 p. m. Sean Hannity sigue con el bloque vespertino. Mark Levin, Laura Ingraham y Curtis Sliwa conducen el bloque de la tarde-noche. Las horas de la noche y madrugada son cubiertas por el programa Coast to Coast AM, conducido por George Noory. WABC también emite los informes noticiosos de Paul Harvey durante Imus in the Morning (Paul Harvey News and Comment) y dentro del bloque matinal y de mediodía (The Rest of the Story). Bob Grant fue el anfitrión del bloque de la tarde-noche entre agosto de 2007 y diciembre de 2008, y actualmente es designado como "anfitrión de reemplazo".
Mark Simone actualmente es el anfitrión de dos programas los días sábado -- un programa de conversación matutino de 6 a 10 a. m., y el show musical Saturday Night Oldies, de 6 a 10 p. m. Durante los fines de semana, la estación emite conversaciones más enfocadas a presentar o analizar estilos de vida. Los domingos en la noche, la estación emite un noticiero-magacín de John Batchelor y el programa sindicado Live on Sunday Night, conducido por Bill Cunningham.
El programa de Limbaugh era producido por WABC desde 1988 hasta inicios de 2005, cuando el programa comenzó a realizarse desde Premiere Radio Networks y un estudio en su hogar en South Florida (Los anfitriones sustitutos para Limbaugh aún usan los estudios de WABC, y Limbaugh en algunas ocasiones es anfitrión desde WABC). Imus in the Morning se origina en WABC, mientras que el programa de Levin se origina en la estación hermana WMAL en Washington D. C. Estos tres programas son sindicados en ABC Radio.
En 2004, la estación obtiene la distinción de ser la radioemisora de noticias y charla con más tiempo del que llevaba siendo una estación del Top 40, logrando 22 años en su actual formato.
Algunos de los antiguos anfitriones locales de la estación incluían a John R. Gambling, Ron Kuby, Jay Diamond, Ed Koch, Lynn Samuels, Joy Behar, Mario Cuomo, Steve Malzberg, Richard Bey, Jerry Agar, y John Batchelor, el cual volvió a WABC como anfitrión de un programa nocturno dominical en octubre de 2007.
A pesar de que la estación posee buenos índices de audiencia, no ha tenido buenos números en términos de ganancias, ya que en 2005 obtuvo 24 millones de dólares, ni siquiera cercanos a los 60 millones que facturó KFI de Los Ángeles. En el invierno de 2006, KFI se convirtió en la estación de conversación más escuchada en el país.
El 6 de febrero de 2006, Walt Disney Company anunció que vendería WABC y otras propiedades de radio no afiliadas a Radio Disney o ESPN Radio, junto con las cadenas FM y News & Talk de ABC Radio, a Citadel Broadcasting Corporation, por 2.700 millones de dólares. La transacción se completó el 12 de junio de 2007.

### Programación deportiva
Actualmente, WABC emite los partidos de fútbol americano de los New York Jets, transmitiendo en simultáneo los juegos junto con la estación hermana WEPN. Este acuerdo se realizó cuando estas estaciones aún estaban co-adquiridas, principalmente debido a que WABC posee una señal más potente que la de WEPN. WABC también emite algunos partidos de los New York Rangers y los New York Knicks cuando no pueden ser emitidos por WEPN debido a problemas de horarios. WABC también es la radio oficial de los partidos de básquetbol universitario de Seton Hall.
En diciembre de 2001, los derechos de transmisión de los New York Yankees fueron cedidos después de 20 años a WCBS. Los partidos de hockey de los New Jersey Devils, que se emitieron por WABC durante 16 años, también se cambiaron a la afiliada a CBS, integrándose a WFAN para la temporada 2005 – 2006. La pérdida de programación deportiva forzó a WABC a intentar posicionar su bloque de conversación vespertina.
Antes de su formato del Top 40, WABC era la radio oficial de los partidos de los New York Mets, para las temporadas 1962 y 1963. Un aspecto notable de la cobertura de los Mets por parte de WABC fueron los programas previos y posteriores a los partidos, conducidos por Howard Cosell y el ex-pitcher de los Brooklyn Dodgers, Ralph Branca.